# Psammodius laevipennis
Psammodius laevipennis är en skalbaggsart som beskrevs av Costa 1844. Psammodius laevipennis ingår i släktet Psammodius och familjen Aphodiidae. Inga underarter finns listade i Catalogue of Life.